# Елин Пелин
 За други значения вижте Елин Пелин (пояснение).
Димитър Иванов Стоянов, по-известен под псевдонима Елѝн Пелѝн, е български писател. Централно място в творчеството му заема описанието на българското село, това е и причината да го наричат „певец на българското село“.
Други псевдоними, които Елин Пелин е използвал, са: Благолаж, Камен Шипков, Елчо, Пан, Пелинаш, Поручик, Мито, Чер Чемер, Иван Коприван, Горна Горчица, Катерина и други.

## Биография

### Родословие и ранни години
Роден е на 18. юли (според други източници – на 8. юли) 1877 г. в село Байлово, Новоселско, тогава в Османската империя. Селото силно запустява и в началото на XIX век е отново заселено. Прадядото на Елин Пелин, Станьо от село Поибрене, е сред първите му нови жители и заедно със семейството си се заема със скотовъдство. Много от преселниците в селото са от същото село, но сред тях има и бивши жители на ред други селища, сред които село Вакарел и село Белица. Синът на Станьо, Иван, станал и пръв учител в селското училище. Жителите на възроденото село и най-вече родът на писателя се отличавали с буден възрожденски дух и предприемчиво родолюбие. Бащата на бъдещия Елин Пелин, Иван Стоянов, по-известен като Йото Варджията, бил също така будна личност. Освен земеделец, той бил зидар, дърводелец, кантонер, правел коли, веялки, керемиди и тухли. Известен е и неговият проект за вятърна мелница, който по-късно е отразен от сина му в едноименен разказ. Въпреки скромния живот, будният възрожденски дух на рода не позволил на Йото да остави децата си неуки. Двама от синовете му завършили висше образование, а с разноски на самия Иван било отворено училище в собствения му дом. По-късно Елин Пелин казва, че по това време баща му бил единственият грамотен човек в селото. Редовно носел книги от пазара в града, където продавал вар. В домашната му библиотека били „Рибният буквар“, „Под игото“ и съчиненията на Христо Ботев и Любен Каравелов.
Кръщелното име на Елин Пелин е Димитър Иванов Стоянов. Той е едно от единадесетте деца в семейството на Йото и Стоянка Иванова. Другите техни деца са: Стоян (роден 1859), Пена (родена 1862), Велко (роден 1865), Христо (роден 1869), Захари (роден 1873) и Мария (родена 1885). Между тях е имало и други, които починали – Йордан, Александър, Параскева и едно, на което името не се помни. Димитър израства в среда, където образованието било на особена почит. Завършва началното си образование в родното си село, след което заминава да учи в София (1890 – 1891, първи гимназиален клас), Златица, Панагюрище и Сливен (1892 – 1894, където завършва образователни степени, съответстващи на днешните 5. и 6. клас). Не завършва гимназия, но се самообразова - страстно се увлича в четене, основно опознава българската и руската литература.
Учител е в Байлово (1895 – 1896). През 1896 прави опит да влезе в Рисувалното училище. Рисуването, наред с четенето, била една от големите му страсти. Не е приет и се връща в Байлово, където през следващите две години пише първите си сериозни произведения. От есента на 1899 се установява в София, където е притиснат от тежки финансови проблеми, с каквито е обременен до края на живота си.

### В София
От ноември 1902 г. започва да издава сп. „Селска разговорка“ в Самоков. Чрез ходатайството на професор Иван Шишманов започва работа като библиотекар в Университетската библиотека (1903 – 1907), командирован е в Париж и Нанси, Франция (1906 – 1907) заедно с Яворов, става пазител в хранилището на Народната библиотека в София (1910 – 1916), уредник в къщата музей „Иван Вазов“ (1924 – 1944), където работи до пенсионирането си. През 1904 г. излиза първата му книга „Разкази“, том първи. През 1905 г. заедно с Александър Божинов посещава за 20 дни Италия – Венеция и Флоренция. През същата година излиза „Пепел от цигарите ми“, сборник от стихотворения в проза.
Жени се за Стефанка Иванова Щерева, с която имат 2 деца: Елка и Боян (1930 – 2019).
Става редовен член на БАН (1940), а също председател на Съюза на българските писатели (същата година). 
Сътрудник е на множество списания. Редактира и списва почти сам сп. „Селска разговорка“ (1902 – 1903). Участва в редактирането на в. „Българан“ (1904 – 1909), в. „Развигор“ (1921 – 1927, 1937), редактира детските списания „Веселушка“ (1908 – 1910), „Чавче“ (1913 – 1914), „Светулка“ (1904 – 1944, 1945 – 1947), в. „Пътека“ (1933 – 1936); член е на редколегията на в. „Септемврийче“ (от 1945).

## Творчество
Елин Пелин започва да пише още докато е ученик на село. През 1895 г. обнародва първите си творби: в сп. „Войнишка сбирка“ разказа „Мило е отечеството", в ученическото списание „Извор“ разказа „На майчин гроб“, стихотворенията „Зима“ и „Привет“. Под стихотворението „Тихи тъги“ (ноември 1897), отпечатано в сп. „Български преглед“, за пръв път се подписва с псевдонима Елин Пелин. В младежките си години се увлича повече от поезията. В зрялото си творчество се насочва към разказа и повестта, като продължава да пише детски и хумористични стихотворения.
Елин Пелин е един от най-големите художници на българското село, майстор на късия разказ в българската литература, създател на галерия ярки, незабравими образи, много от които са вдъхновени от неговите съселяни от Байлово, близки и познати. Опознал в детайли селския бит и душевност, зад идиличното и битовото открива определени социални тенденции и написва първите си зрели разкази: „Напаст Божия“, „Ветрената мелница“, „На оня свят“, „Гост“, „Андрешко“, „Пролетна измама“.
Автор е на редица разкази, наситени с жизнерадостен и весел смях, в които се оглежда дяволитият български селянин, готов да се шегува и в най-тежките моменти от своя нерадостен живот; белег на несломената жизненост на българския национален характер. В непретенциозните си, но много популярни хуморески в стихове и проза от сборника „Пижо и Пендо“ (1917) майсторът на иронията и на скептичния шопски присмех пародира увлеченията по селската идилия и поетизираната патриархалност, като им противопоставя суровата и примитивна правда на истинския живот.
С особена симпатия Елин Пелин пише за тежката участ на селския учител: „Душата на учителя“, „Кал“, „Самичка“, „В интерес на просветата“. Една от основните теми е и черквата и представителите ѝ. Елин Пелин осмива и изобличава с ярък реализъм чревоугодничеството, пиянството, алчността, лицемерието – пороци, в които са затънали калугери и попове („Напаст Божия“, „Братя“, „Изкушение“). Елин Пелин е художник с широк интерес към света; наред с нерадостните страни на живота той описва и красотата в противоречивата пъстрота на действителността, поезията в селския живот. С особена пластичност се отличават лиричните му пейзажи, в които хубостта на природата е свързана с труда и чувствата на хората.
По време на Първата световна война Елин Пелин пише патриотични произведения, събрани в сборника „Китка за юнака“ (1917). През 1928 г. издава сборника „Черни рози“ – стихотворения в проза, импресии с изповедни размисли и настроения. В книгата „Аз, ти, той“ (1936) – злободневни фейлетони, хумористични очерци и скици – изобличава обществено-политическата и нравствената поквара на съвременността. В „Под манастирската лоза“ (1936) – цикъл философски разкази и притчи – формулира в художествена форма своето жизнено и естетическо верую. На аскетизма и догматизма той противопоставя жизнерадостната философия на битието, богатата и сложна хармония на човешката индивидуалност.
През 20-те и 30-те години на XX век Елин Пелин пише предимно за деца – лирични стихотворения, поеми и басни, хумористични разкази и сценки, преразказва и сам пише приказки, съставя христоматии и читанки. Произведенията му за деца са изпълнени с ведър хумор и жизнелюбие. Автор е на един от най-хубавите български юношески романи в две части – „Ян Бибиян“ (1933) и „Ян Бибиян на Луната“ (1934), (името „Бибиян“ идва от начина, по който синът му, Боян, произнася името си като малък), на книгите „Златни люлки“ (1909), „Кумчо-Вълчо и Кума-Лиса“ (1918), „Гори Тилилейски“ (1919), „Сладкодумна баба“ (1919), „Правдата и кривдата“ (1920), „Песнички“ (1927), „Поточета бистри“ (1931).
През Втората световна война пише основно за деца  - например „Щурче-свирче. Весели стихчета за момичета и момчета“ (1940 г.), но също така тогава е издадена и повестта му "Гераците" - разказ за злощастията на един разпадащ се селски род.
След Деветосептемврийския преврат от 1944 г., при все че продължава да се издава, литературната му дейност е ограничена и вкарана в руслото на текущите нужди на пропагандата (например разказа „Врабчетата на стрина Дойна“, описващ героизма на бригадирското движение в България; сътрудничи и на списанията "Светулка" и "Септемврийче"). Потискан е поради близкото си приятелство с бившия български монарх цар Борис III. Отново във връзка с дружбата му със царя, през октомври 1944 г. Станислав Вихров, член на комунстическия партизански отряд „Колю Шишманов“ и негов съратник, чиято самоличност не е установена, се припознават в Борис Руменов („Борю Зевзека“ – бохем, поет и карикатурист, който също като Елин Пелин е бивш редактор на вестник „Българан“), вземайки го за известния писател, арестуват го и го убиват („Биография на Борис Руменов"). Според друга версия, планът е бил да бъдат убити и двамата. 
Умира на 3 декември 1949 г. в София на 72-годишна възраст.

## Произведения
- „Косачи“ (1903 г.)
- „Разкази“, том I (1904 г.)
- „По жътва“ (1904 г.)
- „Пепел от цигарите ми“ (1905 г.—1910 г.)
- „От прозореца“ (1908 г.)
- „Златни люлки“ (1909 г., стихове за деца)
- „Разкази“, том II (1911 г.)
- „Гераците“ (1911 г., повест)
- „Мечтатели“
- „Китка за юнака“ (1917 г., разкази)
- „Пижо и Пендо“ (1917 г., 2 попр. изд. 1918)
- „Гори Тилилейски“ (1919 г., приказки за деца, наредени в стихове)
- „Петльо герест златоперест“ (1919 г., рус. нар. приказки)
- „Сладкодумна баба“ (1919 г., нар. приказки)
- „Правдата и кривдата“ (1920 г., нар. приказки)
- „Избрани разкази“ (1922 г.)
- „Сборник от разкази“ (1923 г.)
- „Сватбата на Червенушко“ (1924 г., весела история в стихове за деца)
- „Цар Шишко“ (1925 г., приказки в стихове)
- „Песнички“ (1927 г.)
- „Земя“ (1928 г., повест)
- „Черни рози“ (1928 г.)
- „Поточета бистри“ (1931 г., стихове за деца)
- „Ян Бибиян. Невероятни приключения на едно хлапе“ (1933 г.)
- „Ян Бибиян на Луната“ (1934 г.)
- „Аз, ти, той. Мили родни картинки“ (1936 г.)
- „Под манастирската лоза“ (1936 г.)
- „Дядовата ръкавичка“ (1937 г.)
- „Кумчо Вълчо и Кума Лиса“ (1939 г., сценирана приказка)
- „Трите баби“ (1940 г.)
- „Щурче-свирче. Весели стихчета за момичета и момчета“ (1940 г.)
- „Страшен вълк“ (1944 г., приказки в стихове)
- „Антология“ (1945 г.)
- „Избрани разкази“ (1946 г.)
- „Мили родни картинки. Весели разкази“ (1946 г.)
- „Избрани разкази“ (1949 г.)
- „Приказки и басни“ (1949 г.)

## За него
- Литературен архив. Т. ІV. Елин Пелин. София: БАН, 1972
- Петър Пондев, Елин Пелин. София, 1976
- Елин Пелин в българската критика. Съставител и редактор: П. Пондев. София: Български писател, 1977
- Иван Сестримски, Елин Пелин: Литературно-критически очерк. София: Отечество, 1978
- Елин Пелин. Сто години от рождението му. Нови изследвания. София: БАН, 1978
- Симеон Янев, Елин Пелин. Велико Търново: Абагар, 1994
- Радосвет Коларов, Елин Пелин. София: Век 22, 1995

## Памет
На Елин Пелин е наречен град Елин Пелин, намиращ се близо до родното му село Байлово. До града също има село с името на писателя - Елин Пелин. Името на Елин Пелин носят улици в кварталите „Лозенец“ и „Драгалевци“ (Карта) в София и морският нос Елин Пелин в Антарктика.
Към средата на 2022 г. училищата в България с неговото име са 12. От тях средни училища са във Варна, Руен, София и Професионалната гимназия по керамика в село Елин Пелин. Основни училища има в селищата Владо Тричков, Стара Загора, Перник, Пловдив, Стражец, Бургас, София и Първомайци.